# Memoria Urbana Berlin
Memoria Urbana Berlin je památník vytvořený španělským umělcem Juanem Garaizabalem. Toto instalační umění bylo postaveno v červnu 2012 na náměstí Bethlehemkirchplatz v Berlin-Mitte v rozměrech původního českého betlémského kostela a na místě, kde kostelík stál. Obrys půdorysu českého kostela znázorňuje mozaika dlažby a odpovídá historické skutečnosti.
Původně bylo toto umělecké dílo instalováno jako dočasné, ale v prosinci 2013 bylo příslušnými úřady rozhodnuto, že monumentální památník by zde měl zůstat natrvalo. Asi 20 veřejných a soukromých institucí, které se zasazovaly o trvalé umístění památníku, se zaručilo za jeho celkovou údržbu a financování prostřednictvím různých charitativních iniciativ.

## Symbolika místa
Dílo připomíná jednu významnou kapitolu v dějinách Pruska a Českých zemí. Zásluhou císaře Fridricha Viléma I. byli ve Friedrichově městě (nyní část Berlína) přijímáni čeští exulanti, kteří kvůli svobodě svědomí prchali či byli vypovězeni ze své rekatolizované vlasti. Pomník symbolizuje toleranci a otevřenost, jež jsou charakteristické pro pruský stát. Tvůrce památníku Juan Garaizabal se sám prohlašuje za španělského emigranta v Berlíně a říká, že zde dosáhl plné umělecké svobody. Jeho „Memoria Urbana Berlin“ oceňuje odvahu českých exulantů a všech imigrantů včetně jeho samotného, památník je rovněž poctou Prusům v minulosti a Berlíňanů v současnosti.

## Betlémský kostel v Berlíně
Základní kámen k českému betlémskému kostelu byl položen 21. listopadu 1735. Na shromáždění promluvil česky i Ondřej Macher (text z Knihy žalmů, žalm 117). Kostel byl posvěcen v květnu 1737. Půdorysem kostela byl kruh s vnitřním průměrem 13,91 m. Čtyři vystupující přístavky znázorňovaly podobu kříže. Tři z nich sloužily jako vchody, čtvrtý přístavek na východní straně byl apsidou. Kostel byl opravován v letech 1782, 1854, 1883 a 1912. Během druhé světové války byl dne 24. 11. 1943 poškozen bombami a jeho dřevěná kupole shořela. Ruina kostela, která se později nacházela ve východním sektoru Berlína, byla v roce 1963 srovnána se zemí a pozemek připadl kontrolnímu stanovišti Checkpoint Charlie. Půdorys kostela byl v roce 1997 vyznačen mozaikou v dlažbě.

## Galerie

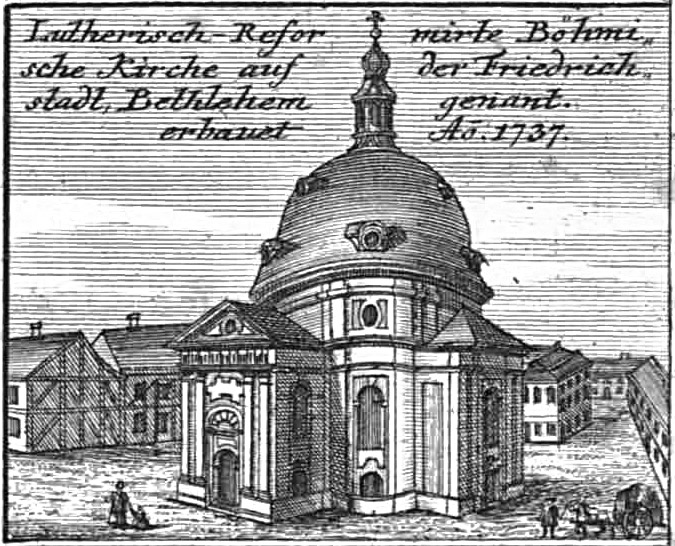
Český „Betlémský kostel“ ve Fridrichově městě
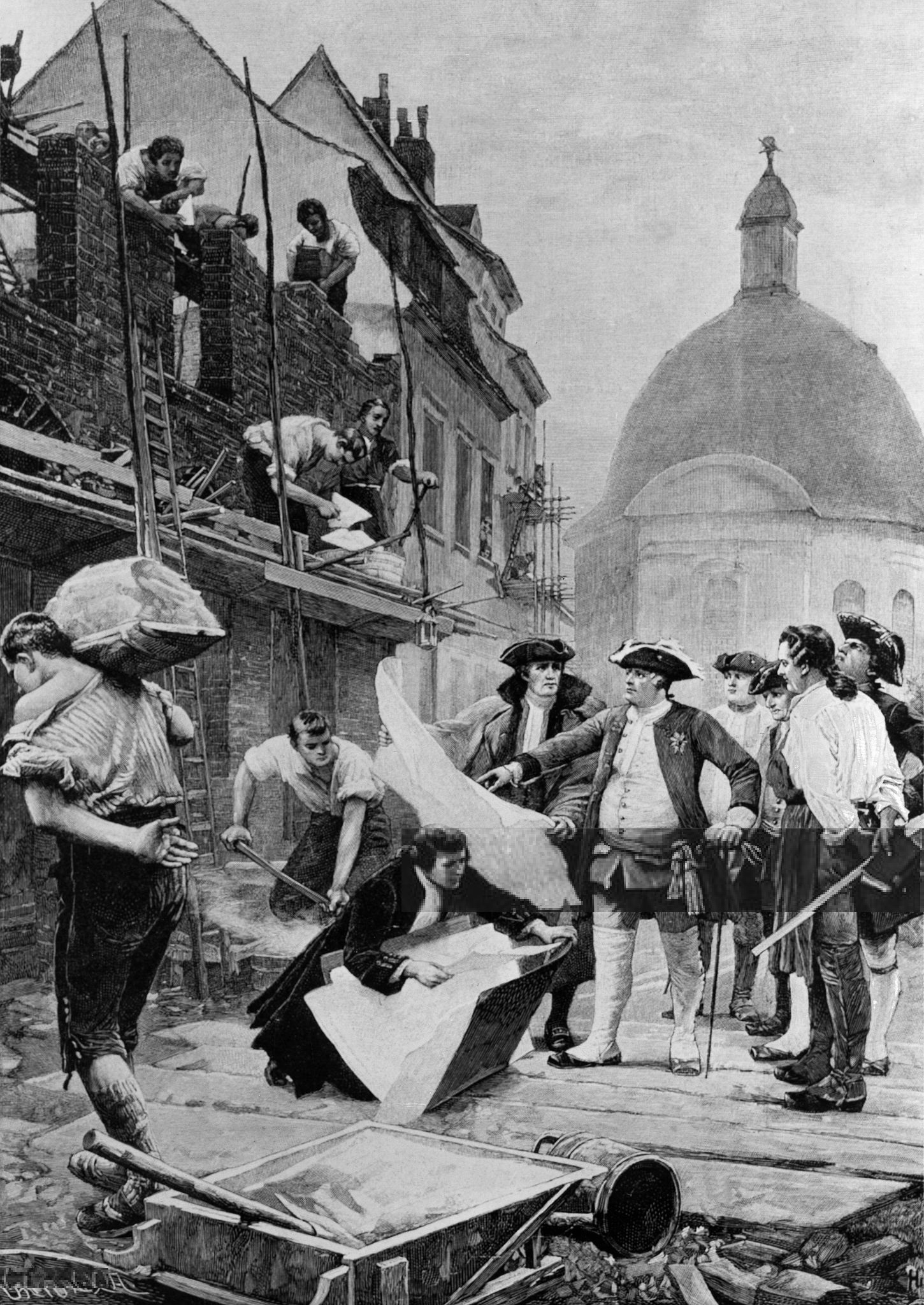
Fridrich Wilém I. ve Fridrichově městě
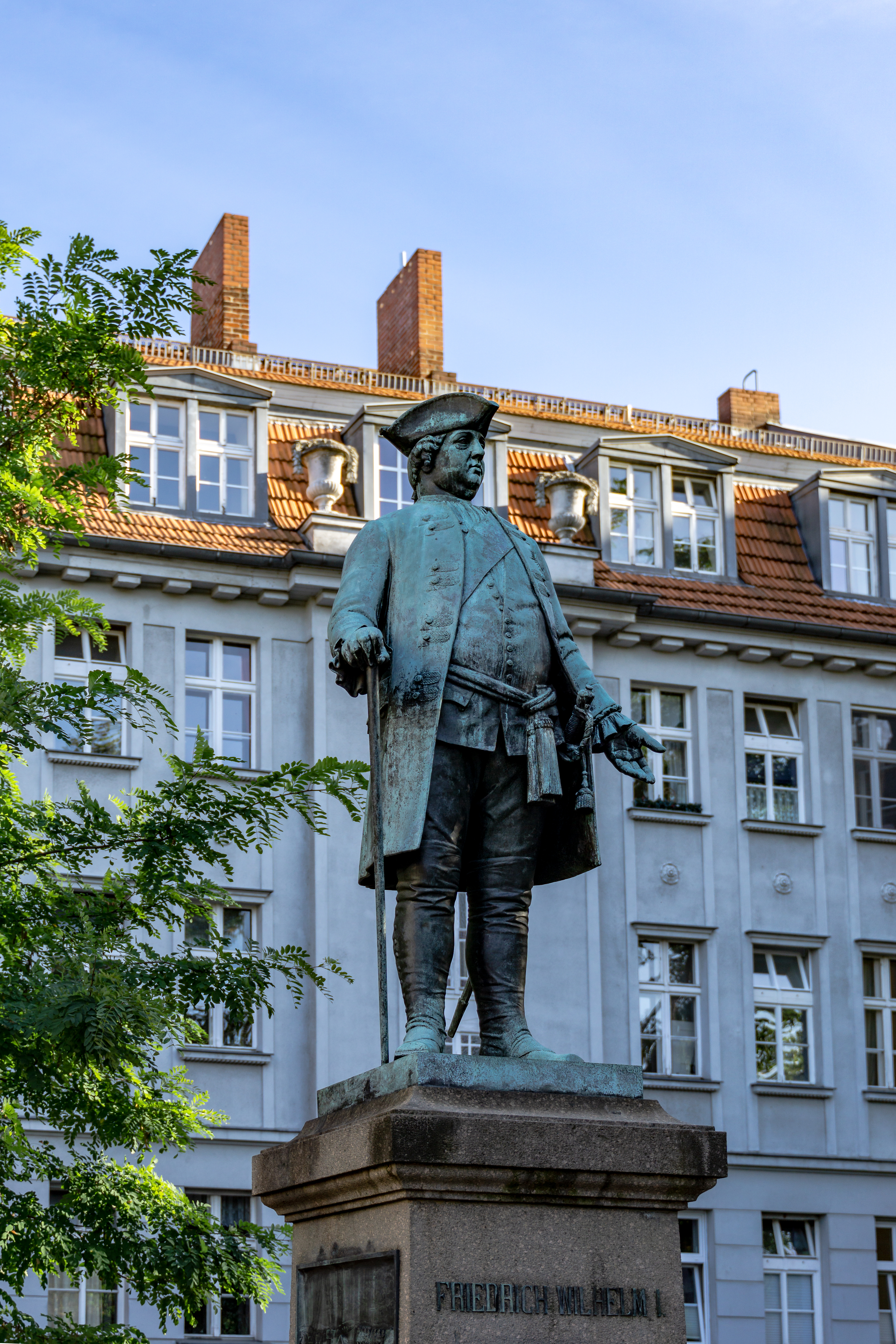
Fridrich Wilém I. (Český Rixdorf)
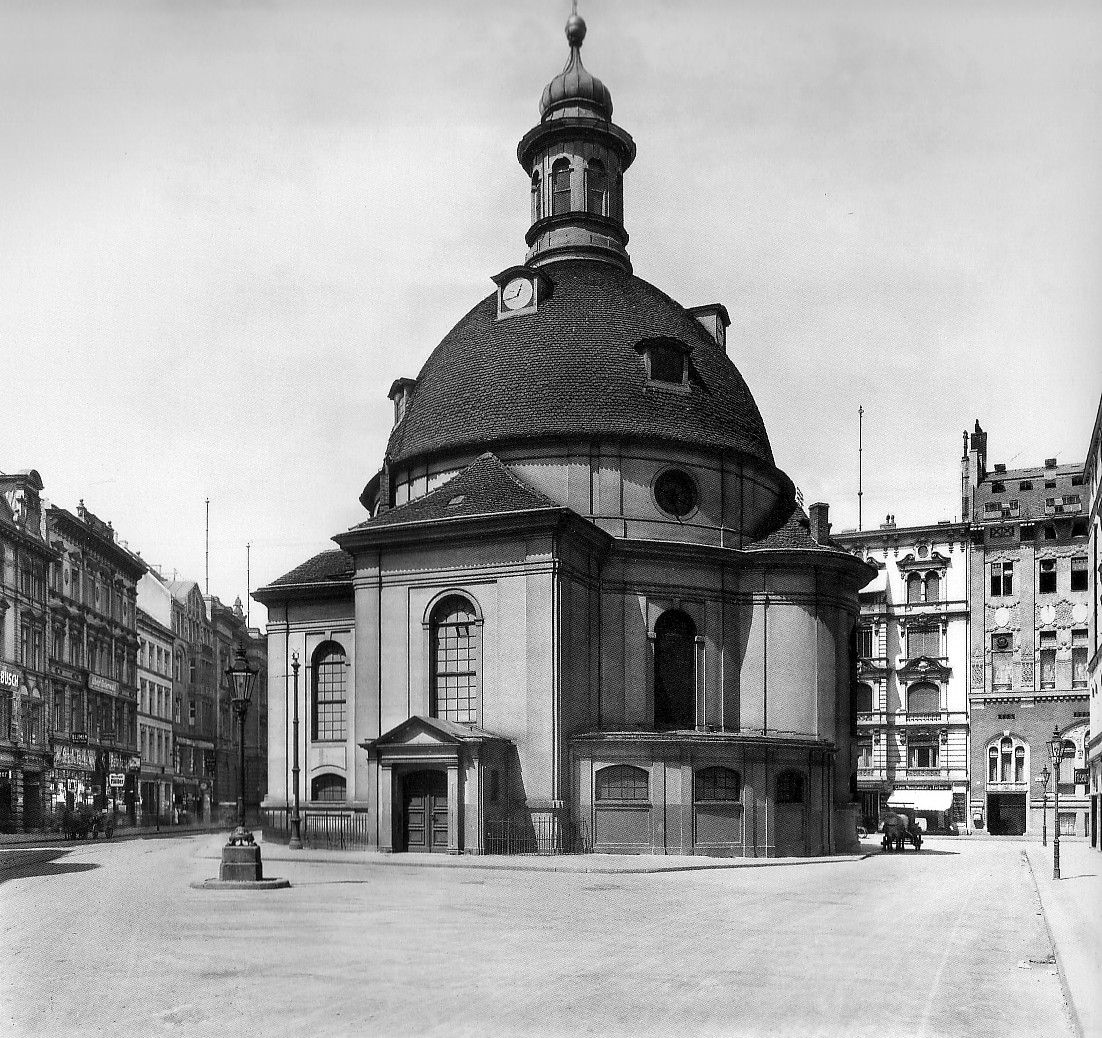
Kostel v roce 1910
Obrys kostela s instalací uměleckého díla
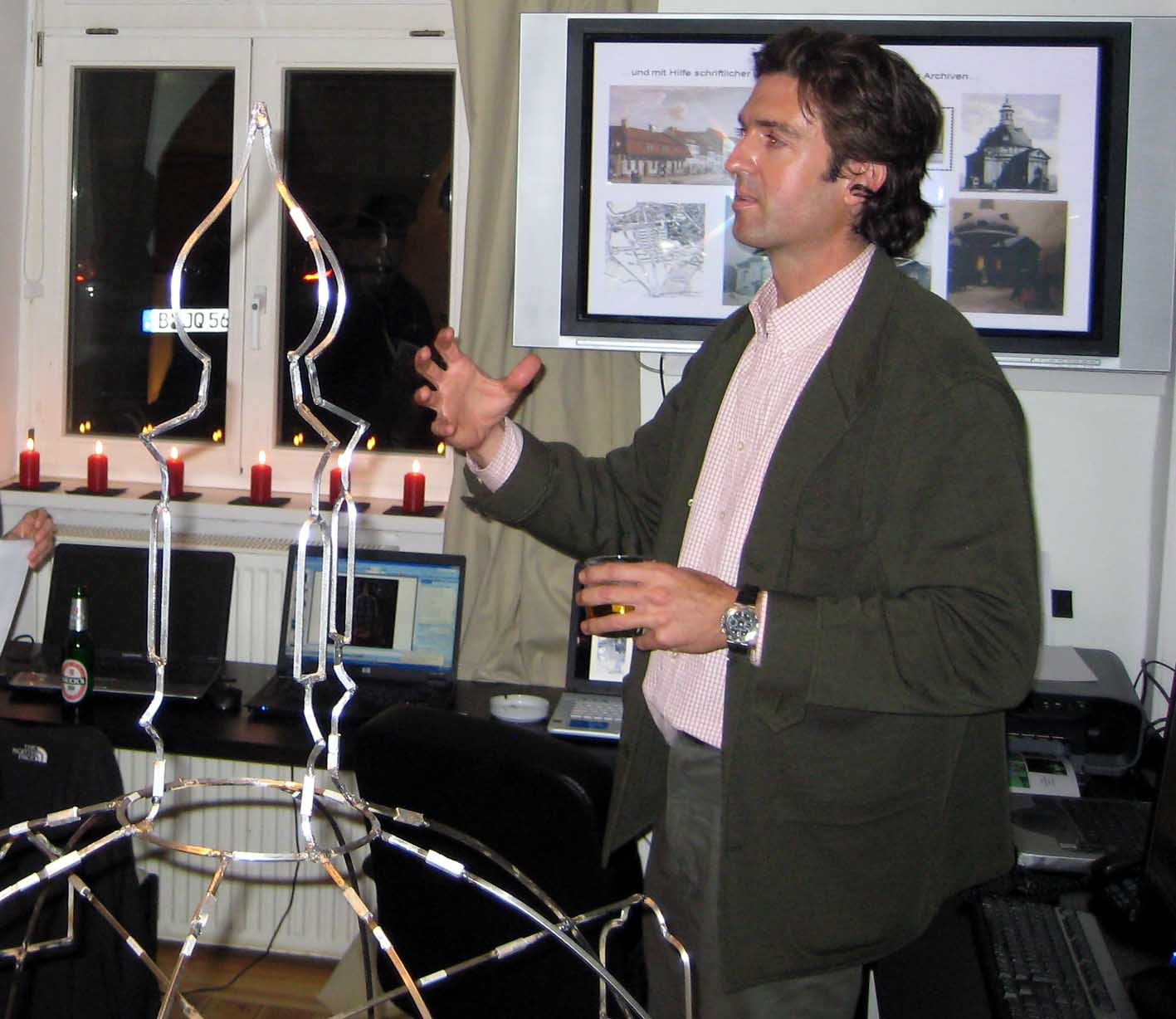
Umělec Juan Garaizabal při práci (2009)